# Route nationale 10 (Slovénie)
Pour les articles homonymes, voir G10 et Route nationale 10.
La route nationale 10 (slovène : Glavna cesta 10), abrégée en G10 ou G1-10, est une ancienne route nationale slovène allant de Ločica (en) à Ljubljana et de Kozina à Dekani (en). En 1998, sa longueur était de 62,7 km.

## Histoire
Avant 1998, la route nationale 10 était numérotée M10,. En 2002, elle a été déclassée en route régionale 447 (regionalna cesta 447) entre Ločica ob Savinji (en) et Trojane et entre Kompolje (en) et Trzin et renumérotée route nationale 104 entre Trzin et Ljubljana. En 2003, elle a été déclassée en route régionale 447 (regionalna cesta 447) entre Blagovica et Kompolje. En septembre 2005, elle a été déclassée en route régionale 409 (regionalna cesta 409) entre Kozina et Dekani (en). En décembre 2005, elle a été déclassée en route régionale 447 (regionalna cesta 447) entre Trojane et Blagovica.

## Tracé

### De Ločica à Ljubljana
- Ločica ob Savinji (en)
- Šentrupert (en)
- Kapla (en)
- Prekopa (en)
- Čeplje (en)
- Brode (en)
- Vransko
- Ločica pri Vranskem (en)
- Zajasovnik (en)
- Jelševica (en)
- Trojane
- Učak (en)
- Šentožbolt (en)
- Podmilj (en)
- Blagovica
- Podsmrečje (en)
- Zgornje Loke (en)
- Spodnje Loke (en)
- Krašnja (en)
- Kompolje (en)
- Trnjava (en)
- Lukovica
- Šentvid pri Lukovici (en)
- Prevoje pri Šentvidu (en)
- Želodnik (en)
- Dob (en)
- Domžale
- Trzin
- Ljubljana

### De Kozina à Dekani
- Kozina
- Klanec pri Kozini (en)
- Petrinje (en)
- Kastelec (en)
- Črni Kal (en)
- Krnica (en)
- Cepki (en)
- Dekani (en)